# Lac Allen
El Llac Allen o Lough Allen (gaèlic, Loch Aillionn) és un llac situat en el curs del riu Shannon, al centre de la part septentrional de la República d'Irlanda, prop de la regió fronterera d'Irlanda. La major part del llac es troba al comtat de Leitrim, amb una porció menor al comtat de Roscommon. El llac queda al sud de la font del riu, prop de les Iron Mountains i és el més elevat dels tres principals llacs del riu. Els altres dos, el llac Ree i el llac Derg queden els dos molt més al sud.
El llac se situa principalment sobre un eix nord-sud, amb el cap del llac al nord, i l'extrem del llac al sud. La carretera regional R280 voreja la riba occidental del llac, mentre que la R207 segueix l'oriental, des de Ballinagleragh fins a Drumshanbo. La carretera R200 està a la part septentrional del llac, viatjant a l'oest des de Dowra fins a Drumkeeran.